# ジャック・C・ロビンソン (高速輸送艦)
|          |                                                          |
| 艦歴     |                                                          |
| 発注     |                                                          |
| 起工     |                                                          |
| 進水     | 1944年1月8日                                             |
| 就役     | 1945年2月2日                                             |
| 退役     | 1946年12月13日                                           |
| その後   | チリに移管                                               |
| 除籍     | 1966年12月1日                                            |
| 性能諸元 |                                                          |
| 排水量   | 1,400トン                                                |
| 全長     | 306 ft (93 m)                                            |
| 全幅     | 36 ft 10 in (11.23 m)                                    |
| 吃水     | 13 ft 6 in (4.11 m) 最大                                 |
| 機関     | ターボ・エレクトリック 2軸推進（12,000 shp）             |
| 最大速   | 24ノット (44 km/h; 28 mph)                               |
| 航続距離 | 6,000 カイリ (11,112 km) 12ノット時 (22 km/h; 14 mph)    |
| 乗員     | 士官、兵員186名                                          |
| 兵装     | 5インチ砲1門 40mm対空砲6門 20mm対空砲6門 爆雷投下軌条2軌 |

ジャック・C・ロビンソン (USS Jack C. Robinson, DE-671/APD-72) は、アメリカ海軍の高速輸送艦。チャールズ・ローレンス級高速輸送艦の1隻。艦名はジャック・C・ロビンソン一等兵に因む。

## 艦歴
ジャック・C・ロビンソンはバックレイ級護衛駆逐艦の1隻としてペンシルベニア州ピッツバーグのドラボ社で起工した。1944年1月8日にクレム・F・ロビンソン夫人（ロビンソン一等兵の母親）によって命名、進水し、テキサス州オレンジのコンソリデーテッド・スチール社で艤装が行われた。
ジャック・C・ロビンソンは1944年6月27日にチャールズ・ローレンス級高速輸送艦の1隻として APD-72 に艦種変更された。変更後1945年2月2日に艦長W・W・ボウイ少佐の指揮下就役した。

### 第二次世界大戦
カリブ海での整調後、ジャック・C・ロビンソンは1945年3月31日にバージニア州ノーフォークを出航、太平洋艦隊に合流し4月14日にカリフォルニア州サンディエゴに到着した。4月24日に真珠湾に到着、1ヶ月間の集中訓練を行う。5月21日にウルシー環礁に到着、前線への大規模補給部隊に対する護衛艦としての任務を開始した。1945年6月に沖縄に移動、沖縄戦において沖合での対潜哨戒支援に従事し、7月17日に出航、フィリピン諸島で同様の任務に就いた。

### 戦後
1945年8月15日に日本が降伏、太平洋戦争が終了し、ジャック・C・ロビンソンは日本の占領任務に当たる部隊を運ぶ船団の護衛任務に従事し、1946年始めにパナマ運河を経由してノーフォークに帰還した。
カリブ海での訓練の後、ジャック・C・ロビンソンは1946年5月24日にブルックリンのニューヨーク海軍造船所に到着し、広範囲修理が行われた。その後不活性化のためフロリダ州グリーンケーヴスプリングスに牽引され、1946年10月30日に到着した。
ジャック・C・ロビンソンは1946年12月13日にグリーンケーヴスプリングスで退役し、セントジョンズ川の大西洋予備役艦隊フロリダ・グループで保管された。その後大西洋予備役艦隊テキサス・グループに移動され、不活性状態のまま20年間保管された。ジャック・C・ロビンソンは1966年12月1日に除籍された。
ジャック・C・ロビンソンは第二次世界大戦の沖縄戦における功績で1個の従軍星章を受章した。

### チリ海軍で
ジャック・C・ロビンソンは防衛援助計画に基づきチリに売却された。チリ海軍ではオレーラ (ACH Orella, APD-27) と改名され就役した。その後スクラップとして廃棄された。